# Бајо Пивљанин
Бајо (Николић) Пивљанин (Рудинице, Пивска жупа, 1630 — Вртијељка, код Цетиња, 7. мај 1685) је био чувени као српски хајдучки четобаша или харамбаша из Пиве. Опеван је у многим епским народним песмама. Познат је и под именом Драгојло.
Учесник је Кандијског рата, четовао је и у Боки которској. Помиње се у млетачким изворима 1669. године као хајдучки поглавица који је чувао бококоторски крај од налета Турака и добио је награду од Млетака.
Средином 1671. године, он и 600 хајдука је из Рисна бродовима превезено у Пулу. У Задру се настањује у лето 1674. године и делује као један од вођа ускока. Те године се и први пут спомиње у писаним изворима када је напао турски караван на територији Дубровачке републике. Тамо се и здружио са Стојаном Јанковићем, са којим се чак и ородио, пошто му се брат Митар оженио његовом сестром Анком. У Боку которску се враћа 1684. године и поново почиње са хајдучијом. Пивљани и Бањани у Боку су дошли организовано заслугом Баја Пивљанина 1685. године. Код места Дражин Врт (општина Котор) постоји кула Баја Пивљанина, у којој је, по предању, боравио током четовања.
Као помоћ Црногорцима, которски провидур Зане шаље одред хајдука и Бокеља под Бајовом командом. До сукоба је дошло на Вртијељци, где су Османлије извојевале победу. Пре битке на Вртијељки, 1684. године имао је сукоб са капетаном Миљешковићем из Кртола, након чега је тражио од Млетачке републике да га ослободи кривице, чиме је демонстрирао прејемство хајдучког суда наспрам Млетачког.
У аустријско-турском рату, који је почео 1683. године, као и у тзв. Морејском рату, који је између Млечана и Турака почео следеће године (1684.), истакао се својим јунаштвом, заједно са српским ускоком Стојаном Јанковићем по Равним котарима и Далмацији.
Погинуо је почетком маја 1685. у бици на Вртијељци поред Цетиња када је са својих 1.200 хајдука бранио надирање скадарског санџакбега Сулејман-паше Бушталије. Сахрањен је пред Влашком црквом на Цетињу. Ова битка је описана у српској народној песми Бој на Вртијељци.
Његову борбу и погибију на Вртијељци опевао је и Његош у Горском Вијенцу:
| „ | Три сердара и два војеводе са њихово триста соколовах, соко Бајо су тридест змајевах мријет неће док свијета траје. Дочекаше Шенђера везира уврх равне горе Вртијељке и клаше се љетњи дан до подне. Не кће Србин издати Србина да га свијет мори пријекором, траг да му се по прсту кажује | ” |